# Boomburb
Boomburb é um neologismo para uma cidade, com grande e rápido crescimento, que permanece essencialmente com características suburbanas mesmo quando alcança populações típicas das cidades de centros urbanos. Como edge city, um termo mais antigo e abrangente, que descreve um fenômeno relativamente recente na América do Norte.

## Definição
Boomburbs são definidos como lugares incorporados nas top 50 Areas Metropolitanas dos Estados Unidos, contendo mais de 100.000 residentes, que não são cidades centrais em sua áreas metropolitanas, e mantém taxas de dois dígitos de crescimento polpulacional (10% ou mais) em censos consecutivos, entre os anos de 1970 e 2000.
Segundo o censo americano de 2000, os Estados Unidos contém 54 boomburbs, dos quais, cerca de metade, provém do crescimento da década de 90 nas cidades com 100.000 e 500.000 residentes.